# 자말 더프

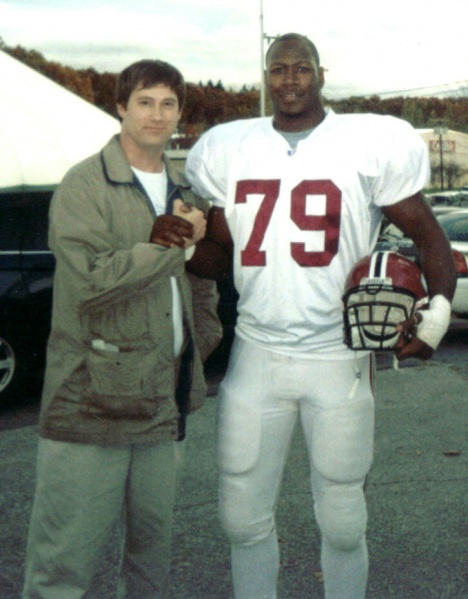

자말 더프(Jamal Duff, 1972년 3월 11일 ~ )는 미국의 배우, 영화배우이다.
콜럼버스에서 태어났다.

## 영화
- 장고: 분노의 추적자 (2012년) - 테이텀 역
- 블러드 (2009년)
- 게임 플랜 (2007년) - 클라렌스 몬로 역
- 몬스터 나잇 (2006년)
- 더 마린 (2006년)
- 엘리미네이터 (2004년)
- 피구의 제왕 (2004년)
- 웰컴 투 더 정글 (2003년)
- S.W.A.T. 특수기동대 (2003년)